# ダイアリー (テレビドラマ)
『ダイアリー』は、NHK BSプレミアムの「プレミアムドラマ」枠にて2018年9月9日から9月30日まで放送された日本のテレビドラマ。連続4回。嶋田うれ葉作、主演は蓮佛美沙子。
疎遠だった母が倒れ植物状態となり、尊厳死を望む「リビング・ウィル」と長年親友たちと交わしていた「交換日記」の存在を知った主人公が、交換日記を手掛かりに母の故郷・石川県を訪れ軌跡を辿る中で、本当の母の姿を見出していく姿を描く。

## あらすじ
文房具メーカー「星乃文具」に勤務する宮田彩加は、18歳で実家を出てシングルマザーとして彩加を産んだ母・春海のもとで父を知らずに育ち、折り合いの悪かった母と20歳の時に大喧嘩をしてからは家を出て離れて暮らしている。
会社の先輩・桧山悠一と婚約した彩加は、悠一に迫られて母に電話で婚約を報告。突然会社に現れた春海は悠一と意気投合し、週末のウェディングドレスの試着にも立ち会うと言い出すが、試着会場への路上で脳出血により倒れる。手術は成功したものの意識が戻らない中、彩加は春海が延命治療を拒否し尊厳死を希望する宣言書「リビング・ウィル」を残していることを知る。入院から3か月が経過し医師は春海を植物状態と診断。療養型の病院への転院か自宅介護かの選択を迫られる中で、上司から異動を、悠一の母からは暗に婚約破棄を迫られた彩加は、結婚をやめると悠一に一方的に告げると、春海の部屋で見つけた春海が高校時代の親友3人と交わし続けている交換日記を手掛かりに春海が2通の「リビング・ウィル」のもう1通を渡した相手を探して春海の故郷・石川県へと旅立つ。
金沢に到着した彩加は加賀友禅の絵付け工房「高野染画工芸」に嫁いでいる千夏のもとを訪れ、結婚式での春海へのサプライズのためと偽って話を聞く。続いて加賀・山中温泉にある春海の実家の旅館「旅籠 みや田」を訪れて宿泊し、大女将の祖母・牧子と初対面する。翌日には片山津温泉の病院に明恵を、中学校に芙由子を訪ね、さらに芙由子の案内で高校に春海の高校時代の恩師・石田を訪ねるが、もう1通の「リビング・ウィル」についても実父についても何も手掛かりは得られず、その夜は芙由子の家に泊まることとなる。
翌日、彩加は千夏に交換日記を手渡すため芙由子とともに再び「高野染画工芸」の工房を訪れるが、千夏がテレビ取材のため夫・誠に無断で誠が初めて絵付けした友禅を展示したことが発端でいさかいとなって、照明のろうそくが倒れボヤ騒ぎとなっている。ニュースを見て駆けつけた明恵も顔を揃え、一緒にお茶を飲むうちに3人が隠していた秘密が次々に明るみに出て険悪な雰囲気となる中、彩加が成人式で着た着物が誠の初めて絵付けした友禅だったこと、高校時代に誠が春海に思いを寄せていたらしいこと、千夏が春海に対抗心を抱いていたことなどが明らかになり、そこへ誠が現れると逆上した千夏は交換日記を引き破る。予想外の事態に本当の目的と春海の病状を告げて詫び立ち去ろうとする彩加に、誠は成人式の友禅を春海に貸したのは自分であり、彩加の実父だと告白、成人式の友禅を彩加に贈る。
彩加を理解したいと石川県に彩加を追ってきた悠一に伴われ、彩加は帰京する。まもなく春海は療養型の病院に転院し、「旅籠 みや田」に宿泊した悠一から春海の病状を聞いていた牧子が上京して面会に訪れ、もう1通の「リビング・ウィル」の持ち主は牧子だと判る。春海の家出の経緯に負い目を感じる牧子は、罪滅ぼしのため春海の面倒を見たいと申し出る。そんな折、肺炎を起こした春海の容態が急変、自発呼吸が難しくなった春海の延命のため人工呼吸器の装着を望む牧子に反し、彩加は母の思いを受け止めたいと人工呼吸器による延命を断り春海を看取る決意をする。
春海の死から1年後、悠一と結婚し1児が誕生した彩加は、春海に代わって交換日記を綴り新生活を報告する。

## 登場人物

### 主要人物
宮田彩加
演 - 蓮佛美沙子（少女時代：高畠美野）
会社員。文房具メーカー勤務。
宮田春海
演 - 菊池桃子（高校時代：越後はる香）
彩加の母。シングルマザー。介護施設勤務。故郷・石川県の親友3人と高校時代から28年間にわたり交換日記を続ける。
桧山悠一
演 - 中村蒼
彩加の婚約者。彩加の会社の先輩。
高野千夏
演 - 大塚寧々（高校時代：田中日奈子）
春海の親友。加賀友禅の絵付け工房「高野染画工芸」に嫁いでいる。
片瀬明恵
演 - 濱田マリ（高校時代：山内優花）
春海の親友。金沢市の総合病院の看護師長。20歳の息子がいる。
谷村芙由子
演 - 西田尚美（高校時代：北川美穂）
春海の親友。中学校の国語教師。独身。
石田静雄
演 - 大友康平
春海の高校時代の恩師。
宮田牧子
演 - 山本陽子
春海の母。彩加の祖母。加賀市の山中温泉で旅館「旅籠 みや田」を経営し、女将業は春海の妹・直海に継がせている。
高野誠
演 - 緒形直人
千夏の夫。「高野染画工芸」の4代目絵付師。右手、右足に交通事故の後遺症を抱える。春海たちの高校の同級生。

### その他
桧山小百合
演 - 山村紅葉
悠一の母。
桧山昇
演 - 神保悟志
悠一の父。
桧山京子
演 - 入山法子
悠一の姉。出戻りで実家に暮らす。
宮田直海
演 - 阿南敦子
春海の妹。旅館「旅籠 みや田」の10代目女将。
片瀬貴司
演 - 西沢仁太
明恵の夫。
片瀬義一
演 - 佐久間祥朗
明恵の息子。引きこもり。
宮田紘一
演 - 吉成浩一
直海の夫。
演 - 飯田基祐
演 - 佐伯新
演 - 宮本大誠
演 - 渋谷謙人
五十嵐
演 ‐ 信太昌之
医師。　
井村祥子
演 - おぞねせいこ
看護師。

## スタッフ
- 作 - 嶋田うれ葉
- 音楽 - 瀬川英史
- 演出 - 岩本仁志、田中峰弥
- 制作統括 - 管原浩、神戸明（東宝映画）
- 制作・著作 - NHK、東宝映画

## 放送日程
| 各回   | 放送日  | ラテ欄                                       | !演出    |
| ------ | ------- | -------------------------------------------- | -------- |
| 第1回  | 9月09日 | 昏睡の母が尊厳死宣言 交換日記を見た娘は…     | 岩本仁志 |
| 第2回  | 9月16日 | 母の命託された交換日記を頼りに父親探しの旅へ | 田中峰弥 |
| 第3回  | 9月23日 | 同級生たちのウソと現実…                      | 岩本仁志 |
| 最終回 | 9月30日 | 決断の時! 母の命は…                          | 岩本仁志 |